# Алусиан
Алусиан (ум. после 1068) — болгарский и византийский дворянин, второй сын царя Болгарии Ивана Владислава и его жены Марии.

## Биография

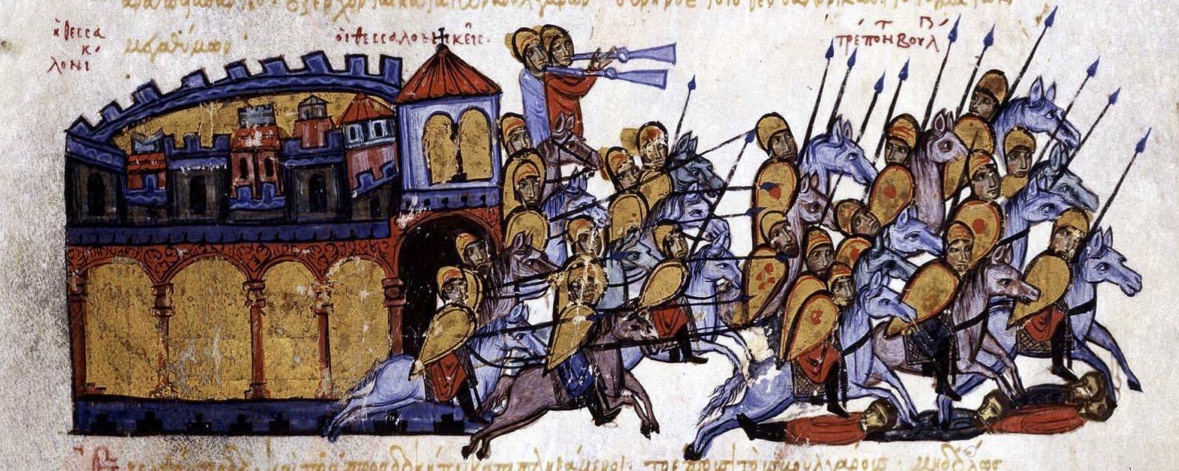
Болгарская армия под предводительством Алусиана бежит после безуспешного нападения на Фессалоники. Миниатюра из «Мадридского Скилица».

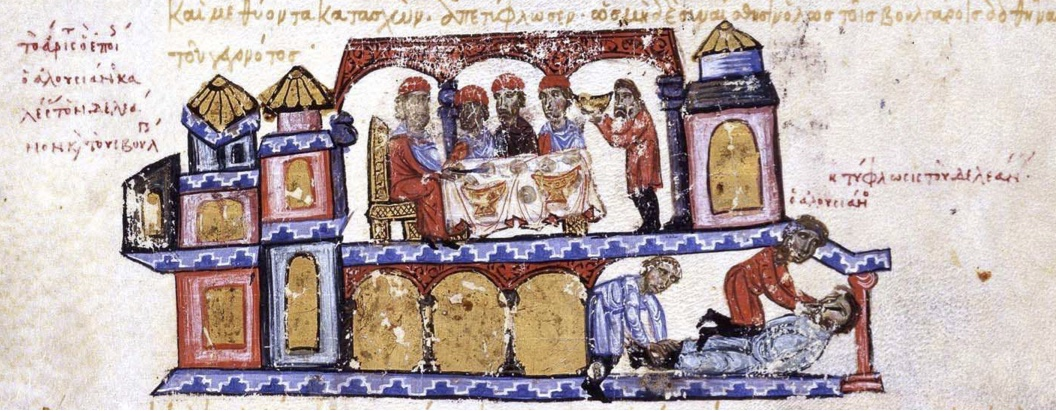
Алусиан приглашает Петра II Деляна на пир и ослепляет его. Миниатюра из «Мадридского Скилица».

Вместе со своим старшим братом Пресианом II он попытался сопротивляться аннексии Болгарии Византией в 1018 году, но в конце концов ему пришлось сдаться императору Василию II.
В Византии Алусиан стал аристократом и был назначен правителем (стратегом) фема Феодосии. Алусиан преумножил своё богатство, женившись на богатой армянской дворянке, однако в конце 1030-х годов он потерял благосклонность императора Михаила IV Пафлагонского и его брата, могущественного паракимомена Иоанна Орфанотрофа. Алусиан был лишён привилегий и оштрафован на большие суммы за предполагаемые проступки.
Услышав об успешном восстании своего второго двоюродного брата Петра II Деляна против императора в 1040 году, Алусиан бежал и присоединился к Петру. Пётр тепло приветствовал Алусиана и дал ему армию для нападения на Фессалоники. Византийцы, однако, сняли осаду, и болгарская армия потерпела поражение. Алусиан чудом спасся и вернулся в Острово.
В 1041 году во время пира Алусиан воспользовался опьянением Петра, отрезал ему нос и ослепил его кухонным ножом. Поскольку Алусиан был родичем царя Самуила, войска провозгласили его царём вместо Петра, но сговорился с византийцами и бежал к ним. В то время как болгарские и византийские войска готовились к битве, Алусиан перешёл на сторону врага, сдав ослеплённого Петра Деляна императору. В качестве награды ему были возвращены его владения и земли, а также присвоено высшее звание магистра.
Дальнейшая судьба Алусиана неизвестна, но его потомки продолжали процветать среди византийской аристократии вплоть до XIV века.
От знатной армянки из Харсиана у Алусиана было как минимум три ребёнка:
- Василий — византийский генерал и губернатор Эдессы
- Самуил — византийский офицер в Армениаконе
- Анна — жена будущего византийского императора Романа IV Диогена